# Kalibeluk
Kalibeluk is een bestuurslaag in het regentschap Batang van de provincie Midden-Java, Indonesië. Kalibeluk telt 4128 inwoners (volkstelling 2010).